# Фицджеральд, Чарльз, 4-й герцог Лейнстер
Чарльз Уильям Фицджеральд (англ. Charles William FitzGerald, 4th Duke of Leinster; 30 марта 1819 — 10 февраля 1887) — ирландский аристократ и политик, 4-й герцог Лейнстер (1874—1887), пэр Ирландии. С 1819 по 1874 год носил титул учтивости —  маркиз Килдэр.
Его титулы: 4-й герцог Лейнстер (с 1874), 4-й маркиз Килдэр (с 1874), 9-й барон Оффали (с 1874), 23-й граф Килдэр (с 1874), 4-й граф Оффали (с 1874), 4-й виконт Лейнстер из Таплоу (графство Бакингемшир) (с 1874) и 1-й барон Килдэр из Килдэра (графство Килдэр) (с 1870) .

## Биография
Родился в Дублине 30 марта 1819 года. Старший сын Августа Фредерика Фицджеральда, 3-го герцога Лейнстера (1791—1874), и леди Шарлотты Августы Стэнхоуп (1793—1859).
Получил образование в колледже Крайст-черч в Оксфорде. В 1841—1887 годах он был комиссаром Национального образования Ирландии. В 1843 году Чарльз Фицджеральд был высшим шерифом графства Килдэр. В 1847—1853 годах — депутат нижней палаты общин Великобритании от округа Килдэр. Также носил звание почетного полковника 3-го батальона дублинских фузилеров.
В 1870—1881 годах ректор Королевского университета Ирландии. В 1879 году герцог Лейнстер был назначен членом Тайного совета Ирландии.
3 мая 1870 года Чарльз Уильям Фицджеральд получил титул 1-го  барона Килдэра из Килдэра (графство Килдэр). В феврале 1874 года после смерти своего отца Чарльз Фицджеральд стал 4-м герцогом Лейнстером, унаследовав титулы и владения герцогов Лейнстер.
67-летний Чарльз Уильям Фицджеральд скончался 10 февраля 1887 года в Картон-хаусе, родовой резиденции герцогов Лейнстер, в Мейнуте (графство Килдэр).

## Семья

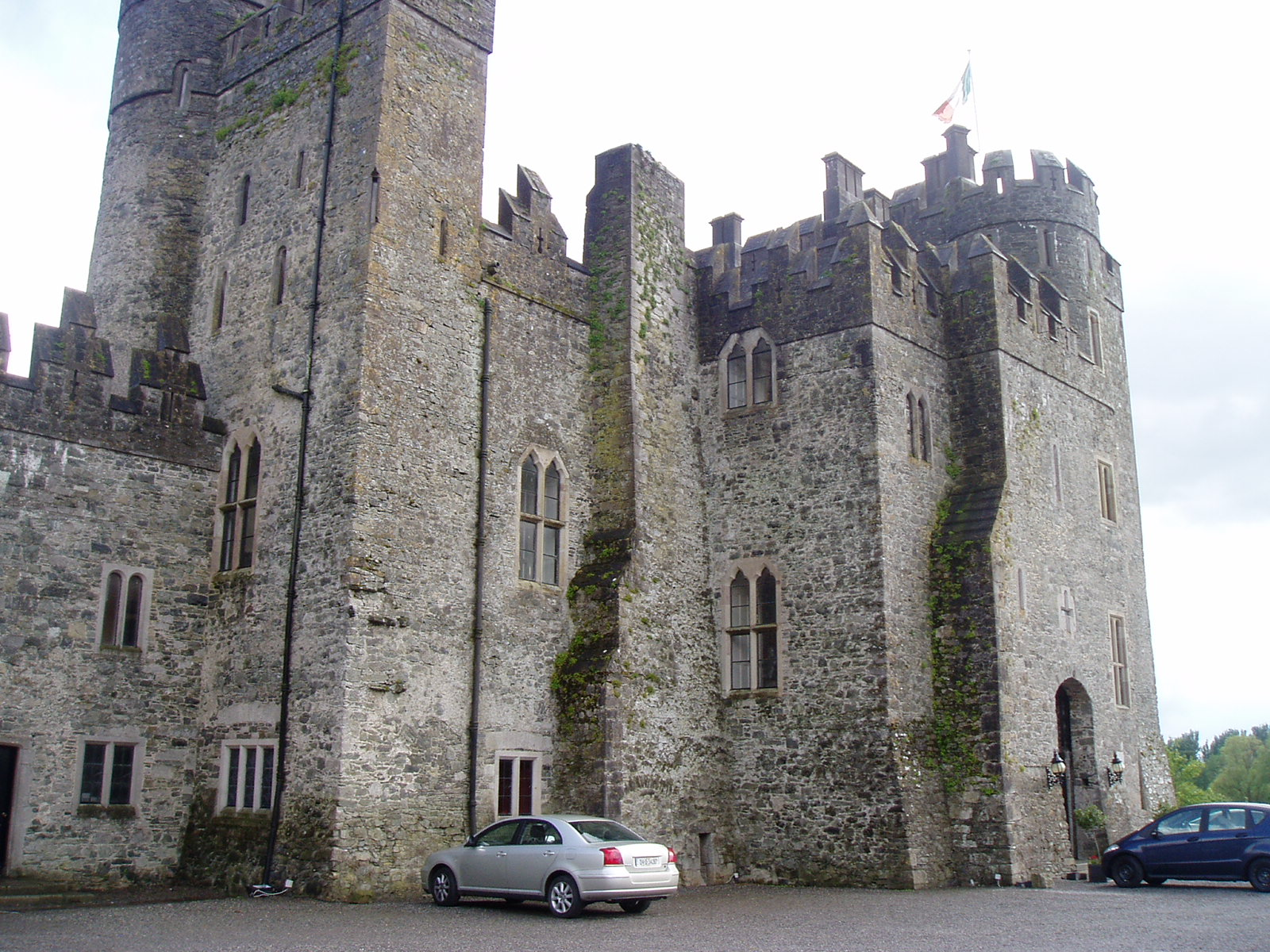
Замок Килкея, родовой замок графов Килдэр и герцогов Лейнстер

Чарльз Фицджеральд, будущий герцог Герцог Лейнстер, женился на леди Кэролайн Сазерленд-Левесон-Гоуэр (15 апреля 1827 — 13 мая 1887, Замок Килкея), третьей дочери Джорджа Гренвилла Сазерленда-Левесона-Гоуэра, 2-го герцога Сазерленда, и леди Гарриет Элизабет Джорджианы Говард. Бракосочетание состоялось с 12 на 13 октября 1847 года в Трентаме (Стаффордшир, Англия). У них было пятнадцать детей:
- Леди Джеральдина Фицджеральд (ок. 1848 — 15 ноября 1867)
- Леди Мейбл Фицджеральд (ок. 1849 — 13 сентября 1850)
- Джеральд Фицджеральд, 5-й герцог Лейнстер (16 августа 1851 — 1 декабря 1893)
- Лорд Морис Фицджеральд (16 декабря 1852 — 24 апреля 1901), женат с 1880 года на леди Аделаиде Форбс (1860—1942)
- Леди Элис Фицджеральд (12 декабря 1853 — 16 декабря 1941), жена с 1882 года сэра Чарльза Джона Освальда Фицджеральда (1840—1912)
- Леди Ева Фицджеральд (11 января 1855 — 13 февраля 1931), не замужем и без детей
- Леди Мейбл Фицджеральд (16 декабря 1855 — 8 декабря 1939), незамужняя и бездетная
- Майор Лорд Фредерик Фицджералд (18 января 1857 — 8 марта 1924), не женат и бездетен
- Капитан Лорд Уолтер Фицджеральд (22 января 1858 — 31 июля 1923), не женат и бездетен
- Лорд Чарльз Фицджеральд (20 августа 1859 — 28 июня 1928), женат с 1887 года на Алисе Сидонии Клавдии (ум. 1909), пятеро детей
- Лорд Джордж Фицджеральд (16 февраля 1862 — 23 февраля 1924), не женат
- Лорд Генри Фицджеральд (9 августа 1863 — 31 мая 1955), женат с 1891 года на Инес Шарлотте Грей Касберд-Ботелер (ум. 1967), трое детей
- Леди Нэста Фицджеральд (5 апреля 1865 — 7 декабря 1944), незамужняя и бездетная
- Леди Маргарет Фицджеральд (ок. 1866 — 26 октября 1867)
- Лорд Роберт Фицджеральд (23 декабря 1868 — 23 декабря 1868).

## Труды
- The Earls of Kildare and their Ancestors: From 1057 to 1773. Hodges, Smith & Co., Dublin 1858.